# Baby’s Breath
Baby’s Breath – trzeci singel japońskiej piosenkarki Yukari Tamury, wydany 7 sierpnia 2002. Utwór tytułowy wykorzystano w rozpoczęciach programu radiowego Tamura Yukari no Heart no Tameiki (jap. 田村ゆかりのはぁとのためいき). Singel sprzedał się w nakładzie 2 160 egzemplarzy.

## Lista utworów
| Nr | Tytuł                                                 | Słowa         | Kompozycja       | Aranżacja      | Czas |
| -- | ----------------------------------------------------- | ------------- | ---------------- | -------------- | ---- |
| 1. | "Baby’s Breath"                                       | Yukiko Mitsui | cota             | Masaki Iwamoto | 4:18 |
| 2. | "Wagamama na I LOVE YOU" (jap. わがままな I LOVE YOU) | Miu Yuzuki    | Ritsuko Miyajima | Masaki Iwamoto | 4:35 |
| 3. | "Kocchi wo muite" (jap. こっちを向いて)               | marhy         | marhy            | Masami Iwamoto | 4:19 |